# Constant Nieuwenhuijs
Constant Anton Nieuwenhuys (Amsterdam, 21 juli 1920 – Utrecht, 1 augustus 2005), volgens de burgerlijke stand Nieuwenhuijs, was een Nederlands beeldend kunstenaar, auteur, muzikant. Hij was een vooraanstaand lid van de kunstbeweging Cobra en naast kunstschilder ook ontwerper van het visionaire architectuurproject New Babylon. Hij signeerde zijn werk met Constant en werd meestal alleen met deze voornaam aangeduid.

## Vroege periode
Constant wordt geboren in Amsterdam op 21 juli 1920 als zoon van Pieter Nieuwenhuijs en Maria Cornelissen. Zijn broer Jan wordt een jaar later geboren. Dat beide zonen beeldend kunstenaar zullen worden ligt niet direct in de vaderlijke lijn der verwachting; Pieter Nieuwenhuijs is werkzaam als bedrijfsleider bij een commercieel bedrijf en heeft geen noemenswaardige interesse in kunst. Van moederszijde echter is er blijkens het Cornelissen familieboek "kunst dat het familie is.." dat er aan die kant wel degelijk kunstzinnigheid in het spel is: de Nederlandse acteur Ton Lensink bijvoorbeeld, was een volle neef van Constant en Jan.
Reeds als kind is Constant een bevlogen tekenaar, leest proza en poëzie en leert zijn eerste muziekinstrument bespelen. Tijdens zijn tienerjaren leert hij zingen en noten lezen in het koor van het jezuïetencollege. Later wordt hij vooral geïnspireerd door zigeunermuziek en legt hij zich toe op improvisatie. Hij speelt gitaar en viool en leert op 45-jarige leeftijd cymbaal spelen.
Op 16-jarige leeftijd schildert Constant zijn eerste schilderij, de Emmaüsgangers. Het schilderij verbeeldt Jezus die zich openbaart aan twee van zijn volgelingen in Emmaüs. Bij gebrek aan geld gebruikt hij daar een jutezak voor en pigmenten die hij van een huisschilder koopt. Vanuit zijn rooms-katholieke achtergrond en zijn opleiding aan een jezuïetencollege hebben veel van Constants tekeningen en schilderijen uit zijn vroege periode een religieuze thematiek. Op 20-jarige leeftijd keert hij het geloof de rug toe. Van 1939 tot 1942 volgt hij opleidingen aan de kunstnijverheidsschool en de Rijksakademie in Amsterdam. Vooral in de zogenaamde New Babylon-periode komen de technieken en vaardigheden van de kunstnijverheidsschool hem goed van pas bij het bouwen van constructies, maquettes en modellen.
Tussen 1942 en 1943 werkt en woont hij in Bergen. Daar maakt hij kennis met het werk van en wordt geïnspireerd door Cézanne. De invloed van Cézanne is duidelijk te zien in zijn Zelfportret uit 1942.
In juli 1942 trouwt hij met Matie van Domselaer, dochter van Jakob van Domselaer. Als Bergen begin 1943 geëvacueerd wordt door de Duitsers voor het bouwen van de Atlantikwall, verhuizen Constant en zijn vrouw terug naar Amsterdam. Ze wonen daar aan het Sarphatipark, door de bezetter tot Bollandpark omgedoopt. Om te ontkomen aan de ‘Arbeitseinsatz’ duikt Constant onder. Omdat hij weigert zich te registreren bij de ‘Kultuurkamer’ mag hij zijn vak niet uitoefenen en is het hem niet toegestaan om materiaal te kopen en te exposeren. Om toch te kunnen schilderen gebruikt hij tafel- en bedlinnen en kookt beschilderde doeken uit om opnieuw te kunnen beginnen. Zijn Zelfportret uit 1942 is door de aankoop van Hans Wiesman van de kookpot gered.
Tijdens de oorlog duikt zijn zwager, de neerlandicus en latere verzetsman, Jaap van Domselaer, onder bij het echtpaar om te ontkomen aan de Arbeitseinsatz. Hij introduceert het werk van de filosofen Spinoza, Descartes, Kant en Karl Marx aan Constant. Vooral de laatste inspireert Constant in zijn ideeën over de rol van kunst in de samenleving.
In 1944 wordt het eerste kind, zoon Victor, geboren. Na de oorlog verhuist Constant met vrouw en kind opnieuw naar Bergen om in 1946 alweer terug te keren naar Amsterdam. Daar betrekt hij een benedenwoning in een straat tegenover Artis. Na een periode van stilstand bevrijdt Constant zichzelf artistiek gezien en experimenteert hij met verscheidene technieken. Hij wordt geïnspireerd door het kubisme, vooral door Georges Braque. In 1946 wordt de eerste dochter Martha geboren, in 1948 gevolgd door een tweede dochter Olga. In 1951 volgt als vierde en laatste kind, Eva Constant, dochter uit zijn huwelijk met Nellie Riemens, de oudste zuster van Henny Riemens fotografe en echtgenote van Corneille.

### CoBrA
In het najaar van 1946 reist Constant met Hans Wiesman, een vriend van de Rijksacademie naar Parijs. De vader van Hans Wiesman is bankdirecteur in Nederland en gaat voor zaken naar Parijs. Hij vraagt Constant, die de Franse taal zeer goed spreekt, mee als tolk. In de galerie van Pierre Loeb aan Rue de Seine ontmoet hij de zes jaar oudere Deense kunstenaar Asger Jorn, met wie hij bevriend raakt. Via Jorn leert hij de Deense experimentelen kennen, waar Jorn deel van uitmaakt. Samen beginnen ze aan de theoretische voorbereiding van een beweging, die twee jaar later opgericht zal worden: Cobra.
Op 16 juli 1948 richt Constant samen met Corneille, Karel Appel, Eugène Brands, Theo Wolvecamp, Anton Rooskens en zijn broer Jan Nieuwenhuijs de Experimentele Groep in Holland op naar het voorbeeld van de Deense Experimentele Groep. Appel en Corneille hebben Constant opgezocht, omdat ze in hun werk verwantschap met zijn werk voelen. Later voegen ook de dichters Gerrit Kouwenaar, Jan Elburg en Lucebert zich bij de groep.
De Experimentele Groep geeft het tijdschrift, Reflex uit. In de eerste editie wordt het door Constant geschreven Manifest gepubliceerd. Hierin staat ook de bekende zin: "Een schilderij is niet een bouwsel van kleuren en lijnen, maar een dier, een nacht, een schreeuw, een mens, of dat alles tezamen".
Deze zin drukt beeldend uit wat de leden van deze groep met hun kunst nastreven. Constant pleit in zijn artikelen voor een nieuwe maatschappij met moderne kunst. De belevingswereld van kinderen en 'primitieven' ziet Constant als ideaal voor het uiten van gevoelens, zoals blijkt uit het volgende citaat:

"Het kind kent geen andere wet dan zijn spontaan levensgevoel en heeft geen andere behoefte dan dit te uiten. Hetzelfde geldt voor de primitieve culturen, en het is deze eigenschap ook, die deze culturen een zo grote bekoring verleent voor de mens van heden die in een morbide sfeer van onechtheid, leugen en onvruchtbaarheid moet leven."
Constant wordt algemeen beschouwd als de theoreticus van de groep. Hij zal dan ook zijn hele carrière stevige, marxistische maatschappijkritiek blijven vertonen in zijn werk. Constant vindt dat kunst experimenteel moet zijn. Uit de ondervinding (expérience), die in ongebonden vrijheid wordt opgedaan, komt de nieuwe creativiteit voort. Manifest blijkt een van de belangrijkste teksten over kunst in Nederland na de Tweede Wereldoorlog. In Manifest schrijft Constant dat het proces van het creëren belangrijker is voor de experimentele kunstenaar dan het werk zelf. Het is een middel om spirituele en mentale rijkdom te bereiken. Ten tweede is het werk van een experimentele kunstenaar een spiegelbeeld van de veranderingen in de algemene perceptie van schoonheid.
"Het werk van de experimentele kunstenaar was een spiegelbeeld van de veranderingen, die zich in de voorafgaande jaren in de schoonheidsbeleving hadden voltrokken. De steeds snellere aanvaarding van de anti-stijlen waarin zij hadden gewerkt, had geleid tot een grillige ontwikkeling in de recente geschiedenis van de kunst", schrijft Constant in 1965 in het artikel De dialektiek van het experiment.
In november 1948 op het terras van café Notre Dame in Parijs komt de Experimentele Groep in Holland samen met Christian Dotremont en Joseph Noiret uit België en Asger Jorn uit Denemarken nadat zij de internationale conferentie van het Centre International de Documentation sur l'Art d'Avant-garde, die van 5 tot 7 november plaats had in Parijs, hadden verlaten vanwege een te grote verbrokkeling bij de Franse vertegenwoordiging van de surréalistes-révolutionnaires. Op 8 november 1948 vindt op dit Parijse caféterras de oprichting van CoBrA plaats. De naam Cobra is bedacht door Dotremont en bestaat uit de eerste letters van de woonplaatsen van de oprichters: Co-penhagen, Br-ussel en A-msterdam. De leden waren tegen esthetiek in de schilderkunst en tegen bourgeoiskunst in het algemeen.
De groep publiceert een Cobra-bulletin en steeds meer kunstenaars uit verschillende disciplines sluiten zich bij de groep aan. In 1948 publiceren Constant en dichter Gerrit Kouwenaar de gedichtenbundel Goedemorgen Haan. In het korte bestaan van de groep vinden twee grote Cobra-tentoonstellingen plaats, één in Amsterdam in 1949 en één in Luik in 1951.
De directeur van het Stedelijk Museum Amsterdam, Willem Sandberg, stimuleert jonge kunstenaars zo veel mogelijk en steunt de Cobra-groep dan ook door hen zeven grote ruimten in het museum ter beschikking te stellen om hun werk te exposeren. De kunstenaars zijn arm en maken door geldgebrek voornamelijk kleinere werken. Om de ruimten alsnog te kunnen vullen, geeft Sandberg hen een voorschot om materiaal te kopen en grotere werken te produceren. De week voor de tentoonstelling maken Constant, Corneille, Appel en Eugène Brands een aantal enorme werken, die later iconisch zouden worden voor Cobra. De architect Aldo van Eyck wordt gevraagd om de tentoonstelling in te richten.
De tentoonstelling is op zijn zachtst gezegd onconventioneel. Het werk, en de manier waarop het is tentoongesteld, geven aanleiding tot kritiek van zowel pers als publiek. Een criticus van Het Vrije Volk schrijft "Geklad, geklets en geklodder in het Stedelijk Museum". Een vaak gehoorde opmerking van het publiek is dat hun kinderen dit ook wel kunnen, maar dan beter. De Cobra-leden worden beschouwd als prutsers en oplichters.
De groep heft zichzelf op tijdens de tentoonstelling van experimentele kunst in het Palais des beaux arts in Luik, die plaats heeft van 6 oktober tot 6 november 1951. Tegelijkertijd komt de tiende editie van het Cobra-bulletin uit. Zoals Christian Dotremont, de secretaris van de groep, het uitdrukt in het Museum Nieuws van 1962, zou de groep liever in schoonheid sterven, "mourir en beauté", dan verworden tot een gewone belangengroep voor kunstenaars. In haar korte bestaan heeft Cobra de naoorlogse kunst voor altijd en onherkenbaar veranderd.
Constant is productief tijdens zijn Cobra-periode. Volgens eigen zeggen heeft hij in deze periode evenveel schilderijen gemaakt, als hij in de jaren nadien aan zijn oeuvre heeft toegevoegd. Witte vogel (1948), Laddertje (1949), Vogelvrouw (1949), Gevallen paard (1950) en Verschroeide Aarde I (1951) zijn een paar bekende werken uit deze periode.

### Naar een Synthese der Kunsten

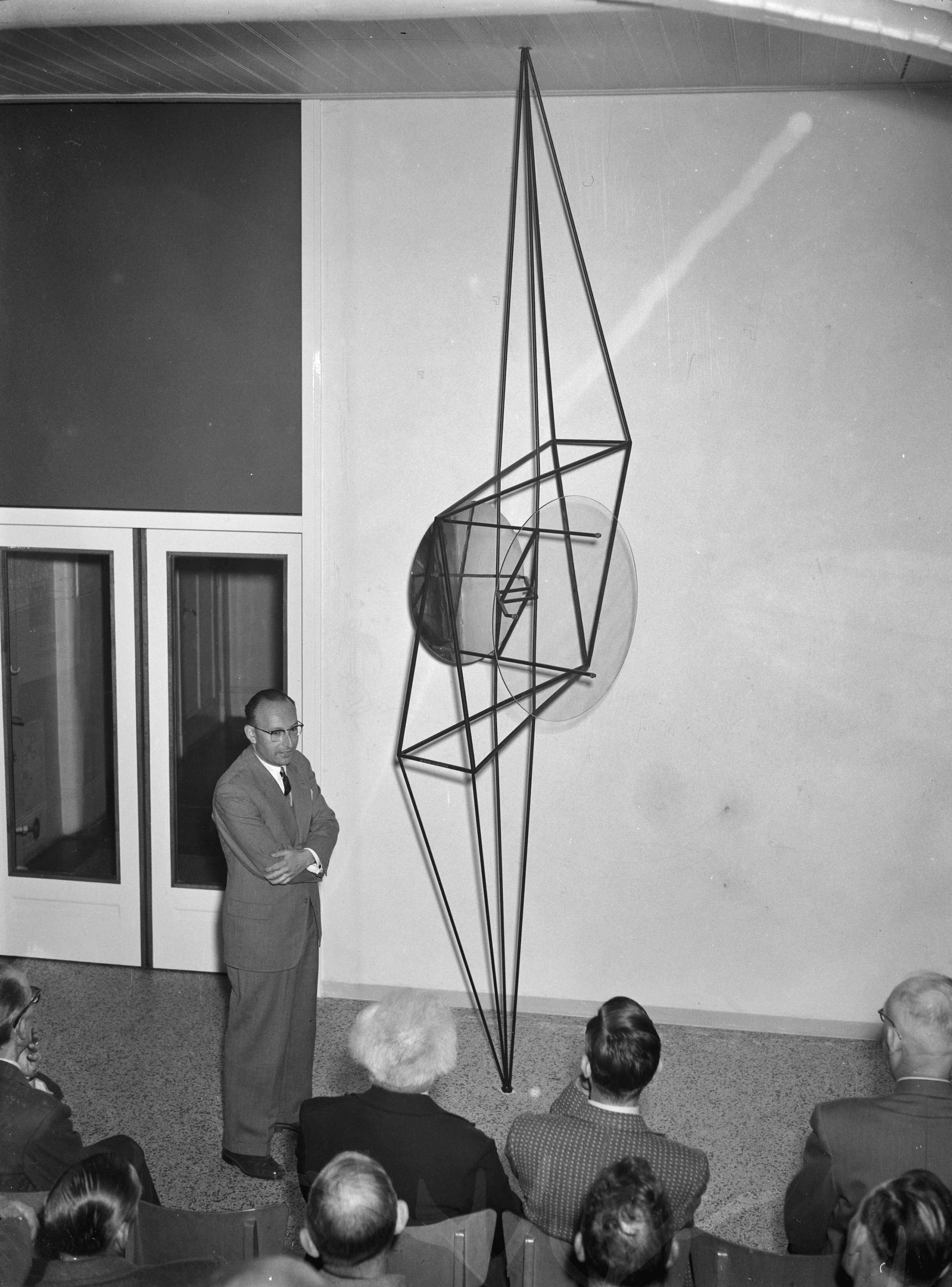
Draadplastiek van Constant Nieuwenhuijs in ontvangst genomen door wethouder Van der Berg, 1956

Na de Cobra-periode wordt het werk van Constant abstracter en ontwikkelt het zich meer in de richting van ruimtelijke experimenten en architectuur. Hij bestudeert architectuur met de boeken van Aldo van Eyck. In het najaar van 1952 ontvangt Constant een beurs van de Art Council of Great Britain om drie maanden in Londen te studeren. In Londen ontmoet hij onder anderen Henry Moore, Anthony Hill, Kenneth Martin, Ben Nicholson, Barbara Hepworth, Roger Hilton en Victor Pasmore. Hij beleeft het kunstklimaat in Londen als zeer open. In tegenstelling tot Parijs meent hij dat kunst in Londen minder bevooroordeeld wordt beoordeeld. Hij woont vlak bij Kensington Gardens en tijdens zijn dagelijkse wandelingen door de gebombardeerde stad begint hij na te denken over hoe mensen leven en hoe steden bijdragen aan de kwaliteit van leven. Tijdens zijn verblijf in Londen wordt hij zich bewust hoe de moderne gebouwen om ons heen mensen beïnvloeden. Het valt Constant op dat de meeste moderne constructies vooral praktisch zijn en saai en dat ze nauwelijks ruimte bieden voor een speelse en creatieve manier van leven. Terug in Amsterdam richt Constant zich voornamelijk op architectuur en de stedelijke omgeving.
Met Aldo van Eyck, die hij tijdens zijn Cobra-tijd heeft ontmoet, publiceert hij de bundel Voor een spatiaal colorisme. Het is een ruimte-kleur-experiment als reactie op de passieve rol die kleur speelt in de moderne architectuur. Samen ontwerpen ze een ruimte voor de tentoonstelling Mens en huis in het Stedelijk Museum Amsterdam van 21 november 1952 tot 5 januari 1953. In 1954 werkt hij samen met Gerrit Rietveld aan een ontwerp voor een modelwoning voor warenhuis de Bijenkorf. Deze wordt tentoongesteld op de manifestatie Kleurenharmonie in uw woning bij de Bijenkorf in Amsterdam.
Waar hij zich in de Cobra-tijd op collectieve kunst richt en individualistische kunst afzweert, gaat hij nu een stap verder en zet zich in voor een Synthese der Kunsten. Hiertoe moeten de grenzen tussen de verschillende vakgebieden van schilders, beeldhouwers, architecten en technici worden opgeheven. Dit is nodig om de monotonie van de stedenbouw van de jaren vijftig en de politieke machtsstructuur te kunnen doorbreken.
In deze jaren zoekt hij aansluiting bij geestverwanten, onder wie architecten van CIAM (Congrès Internationaux d'Architecture Moderne), en werkt hij samen met architecten onder wie Aldo van Eyck en Gerrit Rietveld, en met beeldend kunstenaar en oud Cobra-lid Stephen Gilbert, een in Parijs woonachtige Engelsman. Samen met de Hongaarse beeldhouwer Nicolas Schöffer en Stephen Gilbert richt hij in november 1954 Néovision op. Bij de oprichting van Liga Nieuw Beelden op 24 januari 1955 wordt Constant actief lid naast andere oud Cobra-kunstenaars als Eugène Brands, Anton Rooskens en Theo Wolvecamp. De pogingen van Constant om tot absolute eenheid van plastische kunsten te komen, stranden in de praktijk op financiële en economische onmogelijkheden.

### Situationistische Internationale en New Babylon
In de zomer van 1956 nodigt Asger Jorn Constant uit om naar Alba in Piëmont te komen voor een congres over Industrie en beeldende kunst, een initiatief van de "Internationale Beweging voor een Imaginistisch Bauhaus" (Mouvement International pour un Bauhaus Imaginiste (MIBI) of International Movement for an Imaginist Bauhaus (IMIB). Hier houdt Constant zijn lezing Demain la poésie logera la vie, waarin hij pleit voor een vrije architectuur die een creatieve levenswijze stimuleert in plaats van deze te verhinderen. Op het congres ontmoet Constant ook de Lettrist, Gil Wolman, die een lezing houdt over Urbanisme Unitair, de synthese van kunst en technologie. Op uitnodiging van Pinot-Gallizio verblijft Constant met zijn gezin enkele maanden in Alba. Tijdens dit verblijf ziet Constant de benarde omstandigheden waaronder de zigeuners in Alba leven. Om hun kampement te verbeteren, ontwerpt Constant zijn eerste New Babylon-maquette Ontwerp voor een zigeunerkamp in Alba, 1956. In december 1956 ontmoet Constant Guy Debord, die een bezoek aan Alba brengt.
Voor beiden blijkt dat een inspirerende ontmoeting. In 1952 had Debord de Internationale Lettristen opgericht; hij is schrijver, filmmaker en activist. Debord wil een radicalere beweging oprichten, die de arena van de beeldende kunst achter zich laat en zich helemaal focust op de psychographie, waar de grenzen tussen kunst en leven volledig verdwijnen. In 1957 brengen Debord en Asger Jorn de  "Internationale Beweging voor een Imaginistisch Bauhaus" en de Internationale Lettristen bij elkaar in de beweging Internationale Situationisten. Ze weigeren hun beweging als kunstbeweging te zien.
Constant voegt zich bij de oprichting nog niet bij de Internationale Situationisten (IS). Constant streeft een Synthese der Kunsten na – een samenwerking van schilders, beeldhouwers, architecten en bouwtechnici om de monotonie van de stedenbouw in de jaren vijftig en de politieke machtsstructuur te kunnen doorbreken. In zijn visie werden de steden uit deze periode slechts ingericht om ruimte te maken voor (gemotoriseerd) verkeer, inclusief de benodigde parkeerplaatsen, en saaie complexen met woningen.
De samenwerking die Constant voorziet in de IS is nog niet mogelijk, omdat architecten en technici ontbreken. Maar wanneer de groep zich schaart achter het ‘unitair urbanisme’ zoals hij en Debord dat in 1958 hebben gedefinieerd in Déclaration d'Amsterdam, wordt hij lid. Een intensieve correspondentie tussen hem en Debord volgt. Constant schrijft verscheidene theoretische artikelen voor het Franse IS-tijdschrift.
Na het lezen van Homo ludens van Johan Huizinga ontwikkelt Constant het idee voor een stad van de toekomst. Hij ontwerpt maquettes, plastieken en constructies die door Guy Debord worden samengevat onder de noemer New Babylon. In 1959 wordt de eerste versie van het New Babylon-project tentoongesteld in het Stedelijk Museum in Amsterdam. Het succes van de tentoonstelling zet de IS ertoe aan om een groepstentoonstelling te plannen voor april-mei 1960. De tentoonstelling zal echter nooit plaatsvinden; onenigheid in de groep resulteert in een splitsing en enkele schorsingen. In 1960 verlaat Constant de IS vanwege dezelfde bezwaren die hem er aanvankelijk van hadden weerhouden om zich bij de groep aan te sluiten. In 1961 is, behalve Debord zelf, geen van de oorspronkelijke kunstenaars nog lid.

## New Babylon

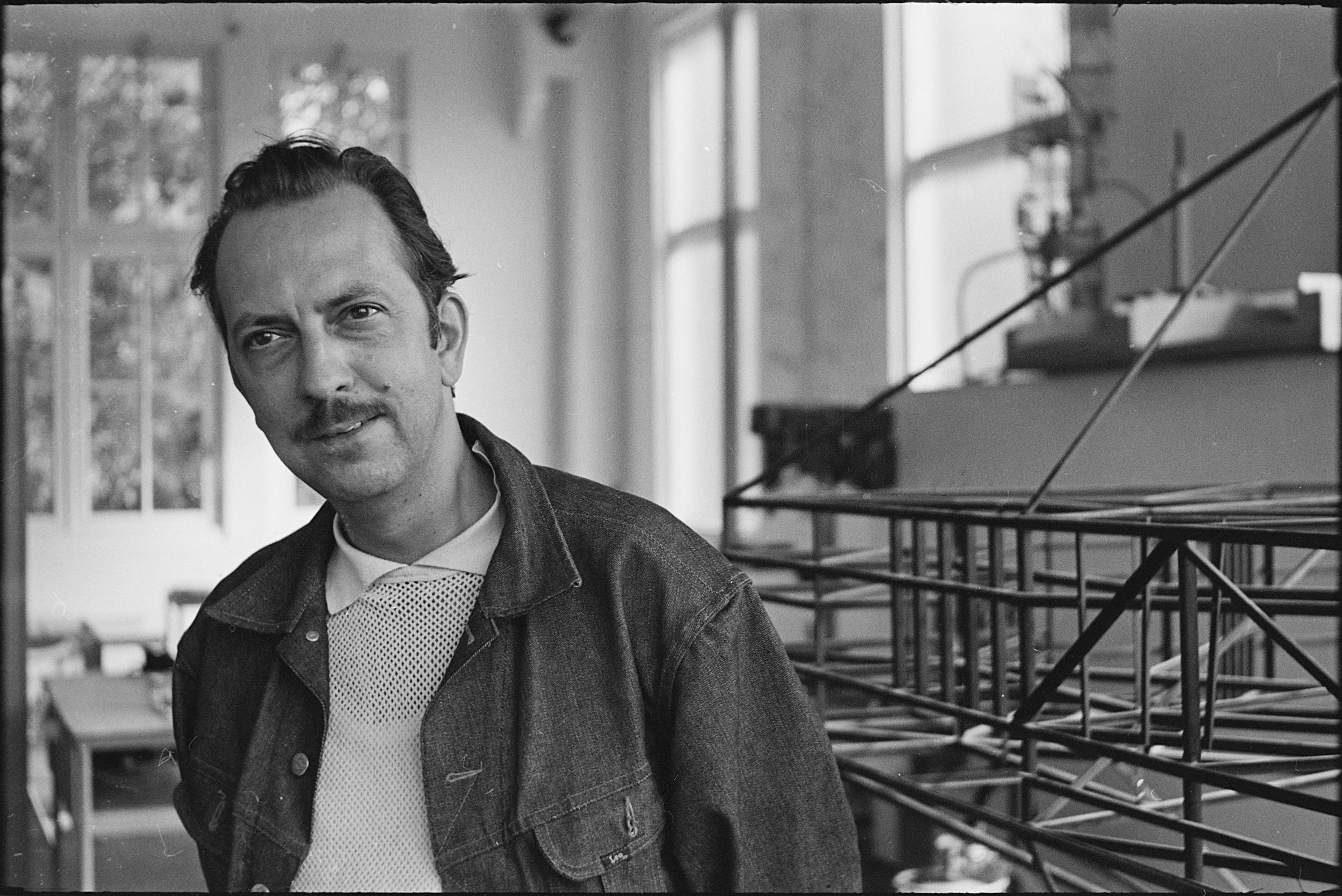
Constant in atelier in juli 1966

Na zijn uittreden uit de Internationale Situationiste werkt Constant door aan zijn New Babylon-project. Geïnspireerd door de Homo ludens van Huizinga ontwerpt hij ideeën voor steden waar de spelende en creatieve mens centraal staat, waar de mens bevrijd is van lichamelijke arbeid door de steeds grotere mechanisering. De mens kan zich dan uitsluitend wijden aan het ontwikkelen van creatieve ideeën. Hij legt zich toe op de vraag welke mogelijke toegevoegde waarde kunst kan hebben bij het intensiveren van het dagelijks leven, waarin er ruimte is voor creatieve expressie. Hij houdt op met schilderen om zich volledig op het New Babylon-project te storten. Hij werkt daar van 1956 tot 1974 aan.
Met New Babylon schetst Constant een visie voor een wereldwijde stad van de toekomst, waar land collectief bezit is, arbeid volledig geautomatiseerd en de noodzaak om te werken is vervangen door een nomadische levensstijl van creatief spelen. New Babylon wordt bewoond door de homo ludens, die vrij van arbeid geen kunst hoeft te maken omdat hij creatief is in zijn dagelijks leven.
In Constants eigen bewoording: "New Babylon biedt slechts minimale voorwaarden voor een gedrag dat zo vrij mogelijk moet blijven. Elke beperking met betrekking tot bewegingsvrijheid, elke beperking met betrekking tot het creëren van stemming en atmosfeer moet worden verhinderd. Alles moet mogelijk blijven, alles moet kunnen gebeuren, de omgeving wordt gecreëerd door de activiteiten van het leven en niet andersom.".

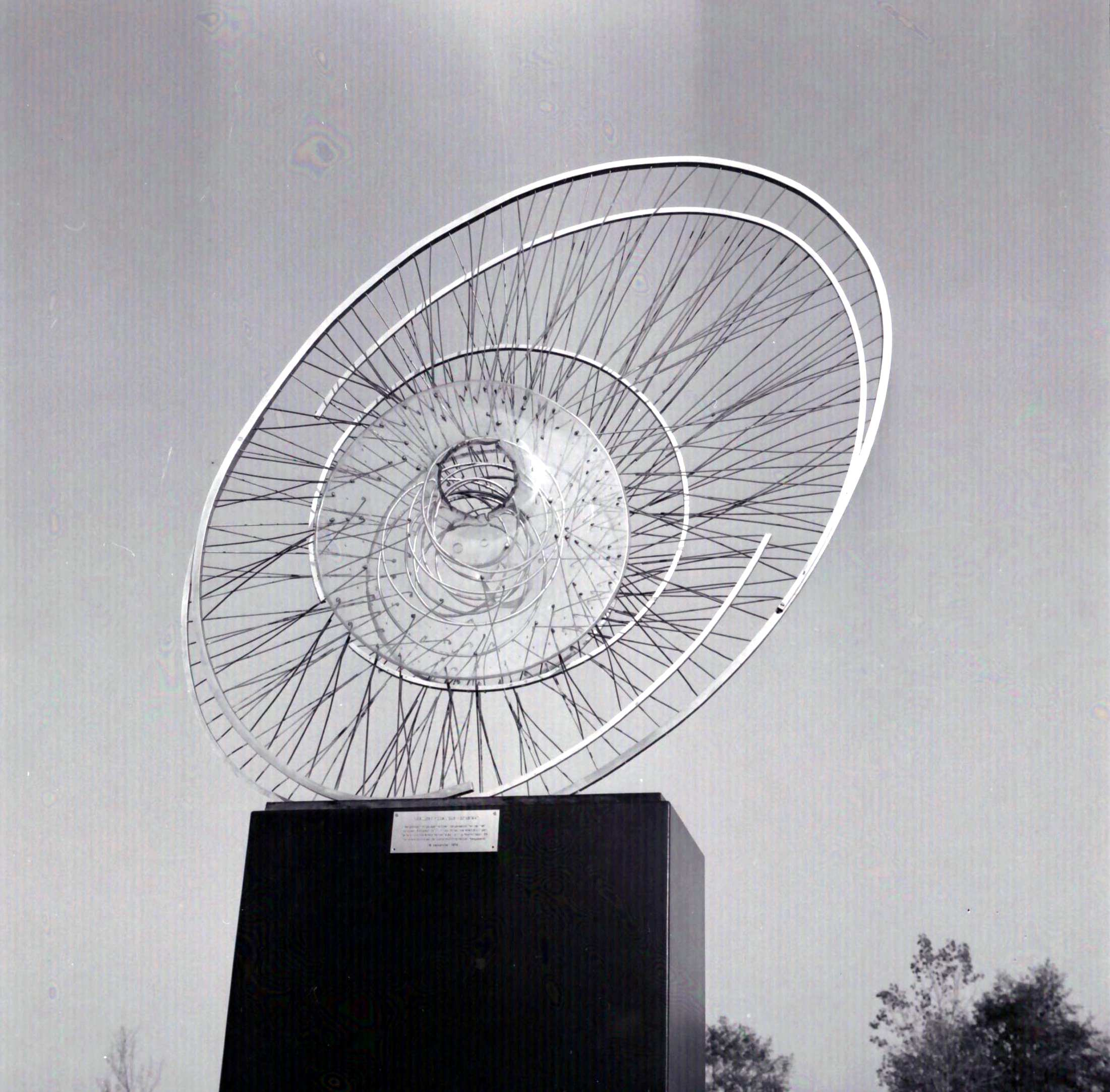
New Babylon-sculptuur "Nébulose Mécanique" in de Hortus in Haren in 1974

Constant maakte, met hulp van assistenten, vele schaalmodellen van plexiglas, roestvrij staal, aluminium, ijzerdraad en hout. De modellen strekken zich via sectoren uit over de kaart van Nederland, Europa en de wereld. Het project omvat ook schilderijen, tekeningen, collages, boeken, litho's, teksten, lezingen en films. Constant ziet dit New Babylon dan ook niet als een stad, maar als "het ontwerp van een nieuwe cultuur". Om het project te financieren verkoopt hij zijn collectie Cobra-schilderijen. Een paar voorbeelden van ruimtelijke constructies zijn Ruimtecircus (1956) en Zonneschip (1956).
In 1974 wordt New Babylon officieel afgesloten met een grote tentoonstelling in het Gemeentemuseum Den Haag. Omdat Constant geen ruimte heeft om de enorme collectie van maquettes, constructies, landkaarten en collages op te slaan, verkoopt hij ze aan het museum. In 1999 opent Constant's New Babylon: City for Another Life, bij het Drawing Center in New York. Het is zijn eerste solotentoonstelling in de Verenigde Staten. De tentoonstelling wordt samengesteld door Mark Wigley, die Constant in zijn boek Constant's New Babylon. The Hyper-Architecture of Desire (1998) een 'architect' noemt. Als randprogramma is er een symposium.
Volgens de architect Rem Koolhaas heeft New Babylon veel architecten aan het denken gezet: "Hij was een voorbeeld van durf", aldus Koolhaas.

## De late periode
Na vijftien jaar werken aan New Babylon keert Constant in 1969 weer terug naar het schilderen, aquarelleren en etsen. Tot 1974 is zijn visionaire New Babylon nog regelmatig aanwezig in zijn werken. Zoals in zijn vroege schilderperiode wordt Constant in zijn werk geïnspireerd door maatschappij-kritische en politieke onderwerpen, zoals onder andere de oorlog in Vietnam, hongersnood in Afrika en de vluchtelingen uit Kosovo, maar geleidelijk aan sluipen ook meer klassieke motieven zijn werk binnen (zoals Orfeus en de Markies de Sade). Rudi Fuchs zegt in zijn voorwoord voor de catalogus van Constants schilderijen in 1995: "Sommige mensen beschouwen Constant’s latere werk als een terugkeer naar traditie. Ik, echter, deel deze mening geenszins. Ik beschouw zijn ontwikkeling vanaf de jaren zeventig als een dieper binnen dringen in de tuin der schilderkunst."
In de traditie van de Venetiaanse Renaissanceschilders, Titiaan en Tintoretto, legt Constant zich toe op de techniek van het colorisme. Bij deze techniek maakt de artiest geen gebruik van houtskool- of potloodschetsen maar brengt de olieverf rechtstreeks met de kwast aan op het doek waarmee hij zachte overgangen creëert in plaats van scherpe contouren. Het belangrijkste kenmerk van deze techniek is de manier waarop licht wordt weergegeven in het schilderij, door het te integreren in de kleur. Het schilderij komt laag voor laag tot leven, soms tot wel tien lagen verf. Constant schildert met olieverf op canvas en elke laag die hij aanbrengt, moet drogen voor hij verder kan werken. Het is een bewerkelijke techniek en in deze periode maakt hij hooguit drie à vier olieverfschilderijen per jaar.
Constant heeft een atelier in een gymzaal van een voormalig schoolgebouw op Wittenburg, de Oostelijke Eilanden in Amsterdam. Voor zijn plezier speelt hij gitaar en cymbaal. In 1991 wordt hij gelauwerd met de Verzetsprijs van de Stichting Kunstenaarsverzet 1942-1945. Tijdens de laatste maanden van zijn leven maken Thomas Doebele en Maarten Schmidt een documentaire over hem, Constant, Avant Le Depart, waarin de schilder op bijzondere wijze van nabij in beeld wordt gebracht. Hij wordt onder andere gefilmd terwijl hij werkt aan zijn laatste olieverfschilderij, Le Piège (De Valstrik), tijdens een bezoek aan het depot van het Gemeentemuseum Den Haag en tijdens een bezoek aan een van zijn belangrijkste inspiratiebronnen, De Piëta van Titiaan in de Accademia in Venetië. De beelden worden afgewisseld met intensieve gesprekken aan zijn werktafel in zijn atelier op Wittenburg over zijn leven en zijn werk. Constant overlijdt op 1 augustus 2005 in Utrecht. Hij is op dat moment getrouwd met Trudy van der Horst, zijn vierde echtgenote, en laat een zoon, drie dochters, een stiefdochter, vier kleinkinderen en twee achterkleinkinderen na.

## Openbare ruimte

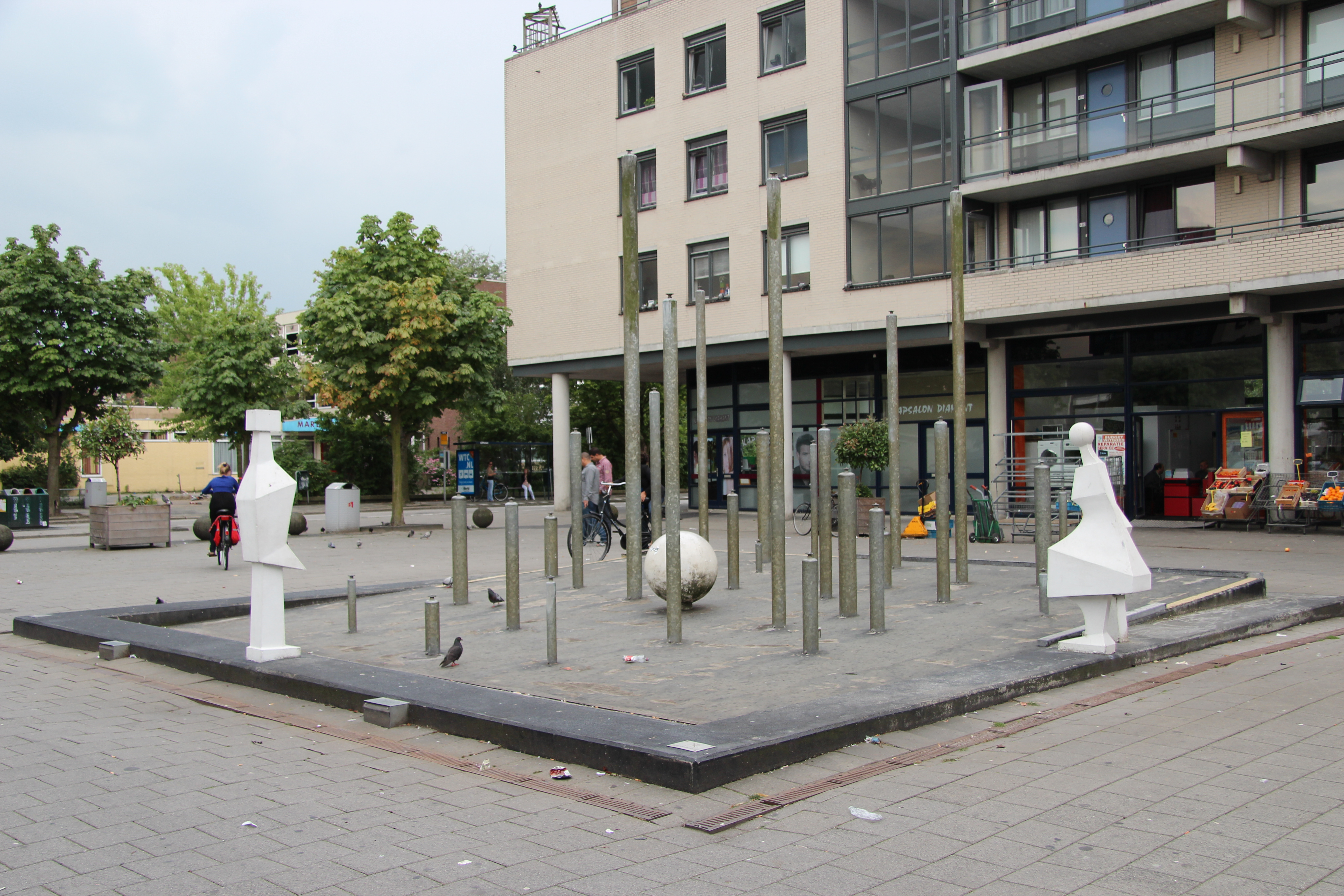
Constant, Fontein (1966/1999) bij winkelcentrum Kooiplein in Leiden

In 1949 decoreerde Constant een terrasmuur in Tibirke Lunde bij Holløse in Denemarken.
In 1963 werd bij de entree van Sportpark Ookmeer in het stadsdeel Amsterdam-West de Poort van Constant geplaatst. Constant ontwierp de dertien meter hoge betonnen constructie in opdracht van de gemeente Amsterdam, die de hoofdtoegang aan het Herman Bonpad wilde markeren en tot een trefpunt voor bezoekers maken. Lange tijd sierde het kunstwerk de entree in anonimiteit totdat Rita Doets, oud-medewerker van stadsdeel Nieuw-West, in 2011 in haar nalatenschap geld beschikbaar stelde aan het stadsdeel met als doel een informatiebord bij het kunstwerk te laten plaatsten. Zij was onder de indruk van dit kunstwerk uit 1963 en vond het jammer dat zo weinig mensen van het bestaan wisten. Bij de onthulling van de plaquette was Trudy Nieuwenhuijs-van der Horst, weduwe en beheerder van de nalatenschap van Constant, aanwezig.
In 1966 werd het Kooiplein in de wijk De Kooi (Leiden) versierd met een fontein, ontworpen door Constant. Jarenlang werkte de fontein niet en raakte het kunstwerk in verval. Bij de herinrichting van het plein in 1999 werd ook de fontein onder handen genomen. Nieuwe apparatuur zorgt ervoor dat het winkelend publiek geen hinder meer ondervindt van het waterspel.

## Fondation Constant
In 2012 reactiveert de weduwe van Constant de stichting Collectie Constant als culturele ANBI onder de naam Fondation Constant. De stichting heeft als doel het beheren en conserveren van de collectie en nalatenschap van Constant en het beschermen van zijn oeuvre en uitdragen van zijn gedachtegoed in de breedste zin van het woord. Fondation is Frans voor stichting en refereert aan Constants voorliefde voor de Franse taal. Een maand voor zijn overlijden spreekt Constant in een brief de wens uit dat er van zijn oeuvre een catalogus gemaakt zal worden. Een van de taken van de stichting is dan ook het verwezenlijken van deze wens.

## Films
- Gyromorphosis (1958), 7 min. – In Gyromorphosis streeft filmmaker Hy Hirsch ernaar om de kinetische kwaliteiten van een van de New Babylon-constructies van Constant Nieuwenhuijs in beeld te brengen. Dit doet hij door delen van het werk, een voor een, in beweging te laten komen. Met gekleurde belichting filmt hij verschillende details en laat hij de beelden overlappen, verschijnen en weer verdwijnen. Op deze manier creëert hij sensatie van versnelling en spanning, die reeds gesuggereerd worden door het werk zelf.
- Met Simon Vinkenoog naar het New Babylon van Constant (1962), 15 min. – Lies Westenburg bezoekt samen met schrijver Simon Vinkenoog het atelier van de kunstschilder. Simon Vinkenoog bespreek met hem de achterliggende gedachte van zijn New Babylon-project.
- Constant oder der Weg nach New Babylon, (1968), 55 min. – In deze film voor de NDR volgt filmmaker Carlheinz Caspari Constant en zijn visioenen.
- Cobra, een opstand tegen de orde (1988), 50 min. – Documentaire van Jan Vrijman over de betekenis en invloed die de Cobra-groep heeft gehad en nog altijd heeft, veertig jaar na de oprichting.[16]
- New Babylon de Constant (2005), 13 min. – New Babylon cinematografisch vastgelegd door zijn zoon Victor Nieuwenhuijs en Maartje Seyfert.[17]
- Constant, Avant le Départ (2005), 82 min. – Constant overlijdt in de zomer van 2005. Thomas Doebele en Maarten Schmidt filmen de kunstenaar tijdens de laatste maanden van zijn leven. Ze volgen Constant en zijn stokoude hondje Tikus tijdens de dagelijkse gang naar het atelier, waar hij de laatste hand legt aan zijn laatste doek Le Piège (De Valstrik). Een persoonlijke vertelling.[18]

## Tentoonstellingen
In 1940 heeft Constant samen met Hans Wiesman zijn eerste tentoonstelling bij Kunsthandel Aalderink in Amsterdam. En in 1947 heeft Constant zijn eerste solotentoonstelling bij Kunsthandel Santee Landweer te Amsterdam.
Aan Constants werk zijn onder andere de volgende tentoonstellingen gewijd:
- 1953: Voor een spatiaal colorisme, Stedelijk Museum Amsterdam Constant met Aldo van Eijck
- 1956: XXVIII Esposizione Biennale Internazionale d'Arte, Venetië
- 1959: II. Documenta, Kassel
- 1959: Constant. Constructies en maquettes, Stedelijk Museum Amsterdam
- 1961: Nieuw (sic!) Babylon, Stedelijk Museum Schiedam
- 1964: 4. Documenta, Kassel
- 1964: Académie Royale, Kopenhagen
- 1964-1965:  '45-'85, Gemeentemuseum Den Haag
- 1967: New Babylon, Kunstnernes Hus, Oslo
- 1974: New Babylon, Gemeentemuseum Den Haag
- 1974-1975: Constant. Een illustratie van vrijheid [tekeningen 1945-74], Stedelijk Museum Amsterdam
- 1978: Constant. Schilderijen 1969-77, Stedelijk Museum Amsterdam
- 1980: Constant. Schilderijen 1940-1980, Gemeentemuseum Den Haag
- 1985: Werk uit de periode 1975-1985, Centraal Museum, Utrecht
- 1985: Arbeiten auf Papier 1948-1985, Kultur-historischen Museum der Stadt Bielefeld
- 1986: Constant 1945-1983, LVR-LandesMuseum Bonn
- 1993: Constant. Tekeningen, Gemeentemuseum Den Haag
- 1994: Constant. Maquetten / Modellen, Gemeentemuseum Den Haag
- 1994-1995: Constant. Œuvreprijs 1994, Chabot Museum, Rotterdam
- 1996: Constant: schilderijen 1948-1995, Stedelijk Museum Amsterdam & Nordjyllands Kunstmuseum Ålborg
- 1997: Situacionistes. Art, politica, urbanisme, Museu d'Art Contemporani de Barcelona (MACBA)
- 1998: Constant, etsen en litho’s, Museo de Bellas Artes de Caracas, Venezuela
- 1998-1999: Constant - New Babylon, Witte de With (Centrum voor hedendaagse kunst), Rotterdam
- 1999: Another City for Another Life: Constant’s New Babylon, The Drawing Center, New York
- 2001: Constant, une rétrospective, Musée Picasso Antibes
- 2002: Constant. New Babylon, documenta 11, Platform 5, Kassel Hauptbahnhof
- 2004: Constant graficus, Cobra Museum
- 2005-2006: Ode aan Constant, Gemeentemuseum, Den Haag
- 2006: Speel! De kunst van het spel, Cobra Museum, Amstelveen
- 2008-2009: Constant. In het atelier, Stedelijk Museum Schiedam
- 2009: Time as Matter. MACBA collection. New Acquisitions, Museu d'Art Contemporani de Barcelona
- 2009: Intensely Dutch, Art Gallery of New South Wales in Sydney, Australië
- 2011: Klee und Cobra. Ein Kinderspiel, Zentrum Paul Klee, Bern
- 2012: Klee and Cobra. A child’s Play, Louisiana Museum of Modern Art, Humlebaek & Cobra Museum voor Moderne Kunst, Amstelveen
- 2016: Constant. Ruimte + Kleur, Cobra Museum voor Moderne Kunst, Amstelveen
- 2016: Constant - Nieuw Babylon, Haags gemeentemuseum.[19]

In 1966 vertegenwoordigt Constant Nederland met New Babylon op de Biënnale van Venetië; in 1999 wordt er een overzichtstentoonstelling over New Babylon gegeven in New York en in 2002 krijgt New Babylon een ereplaats op de documenta in Kassel.

## Openbare collecties
Kunstwerken van Constant bevinden zich onder andere in de volgende publieke collecties.

### Nederlandse musea/instellingen
- Rijksdienst voor het Cultureel Erfgoed
- Rijksmuseum Amsterdam
- Stedelijk Museum (Amsterdam)
- Kunstmuseum Den Haag
- Amsterdam Museum
- Museum Boijmans Van Beuningen, Rotterdam
- Centraal Museum, Utrecht
- Cobra Museum voor Moderne Kunst Amstelveen
- Frans Halsmuseum, Haarlem
- Teylers Museum, Haarlem
- Groninger Museum
- Van Abbemuseum, Eindhoven
- Stadsgalerij Heerlen
- Stedelijk Museum Schiedam
- Kröller-Müller Museum, Otterlo
- Rijksmuseum Twenthe, Enschede
- Museum Henriette Polak, Zutphen
- Dordrechts Museum
- Stedelijk Museum 's-Hertogenbosch, 's-Hertogenbosch
- Museum Helmond
- Museum Krona, Uden
- Museum van Bommel van Dam, Venlo

### Europese musea
- Tate Gallery, Londen, Engeland
- Tate Modern, Londen, Engeland
- Centre Georges Pompidou, Musée National d'art et de culture, Parijs, Frankrijk
- FRAC - le fonds régional d'art contemporain et architecture de recherche - Orléans, Frankrijk
- Museo Nacional Centro de Arte Reina Sofía, Madrid, Spanje
- MACBA, Barcelona, Spanje
- Staatliche Museen zu Berlin, Neue Nationalgalerie, Berlijn, Duitsland
- Kunstmuseum Bochum, Bochum, Duitsland
- Lehmbruck-Museum, Duisburg, Duitsland
- Krefelder Kunstmusea, Kaiser Wilhelm Museum, Krefeld, Duitsland
- Kunsthalle Emden, Duitsland
- Museum für Aktuelle Kunst, Durbach, Duitsland
- Märkisches Museum, Witten, Duitsland
- Mumok Museum Moderner Kunst Stiftung Ludwig Wien, Wenen, Oostenrijk
- Museum Jorn, Silkeborg, Silkeborg, Denemarken
- Kunsten Museum of Modern Art Aalborg/Nordjyllands Kunstmuseum, Denemarken

### Musea buiten Europa
- MoMA, Museum of Modern Art, New York, Verenigde Staten
- SFMOMA, San Francisco Museum of Modern Art, Californië, Verenigde Staten
- MoAFL, Museum of Art Fort Lauderdale, Florida, Verenigde Staten
- MCA Chicago, Museum of Contemporary Art Chicago, Verenigde Staten
- Carnegie Museum of Art, Pittsburgh, Verenigde Staten

## Prijzen
- 1961: Sikkensprijs samen met Aldo van Eyck
- 1966: Premio Cardazzo op de Biënnale van Venetië
- 1971: weigert koninklijke onderscheiding 'Ridder in de Orde van Oranje-Nassau'
- 1974: David Röellprijs voor zijn werk als tekenaar
- 1985: Singerprijs voor gehele oeuvre en de Jeanne Oosting Prijs
- 1991: Verzetsprijs van Stichting Kunstenaarsverzet 1942-1945 samen met Andreas Burnier
- 1994: Oeuvreprijs van Stichting Fonds voor Beeldende Kunsten, Vormgeving & Bouwkunst[8]